# Authentic Trappist Product

Le logo Authentic Trappist Product

Pour les articles homonymes, voir Trappiste (homonymie).
Authentic Trappist Product (« produit trappiste authentique » en français) est une marque collective de certification apposée sur des produits transformés dans 12 des 175 monastères de l'ordre cistercien de la stricte observance et sous la responsabilité des moines ou des moniales de cet ordre. 

## Exigences de la marque
Le logo Authentic Trappist Product certifie que le produit qui le porte respecte les trois critères définis par l'Association internationale trappiste : 
- ce produit doit être fabriqué au sein d’une abbaye cistercienne trappiste ;
- il doit être réalisé par ou sous le contrôle de ses moines ;
- les revenus doivent être consacrés à des œuvres à caractère social, une fois les besoins de la communauté monastique satisfaits.

## Bières
Seules les bières brassées au sein d'une abbaye, sous la vigilance de la communauté monastique de tradition cistercienne qui y vit, ont le droit de porter ce logo. 
Parmi les nombreuses bières belges, seules celles d'Orval, Chimay, Rochefort, Westvleteren et Westmalle (Achel a disparu de cette liste en janvier 2021 et n'est plus du tout une bière trappiste depuis janvier 2023) peuvent se prévaloir de cette dénomination. Tout comme la Trappe pour les Pays-Bas.
En 2013 sont admises les bières néerlandaise Zundert et américaine Spencer. Néanmoins, en mai 2022, les moines de abbaye Saint-Joseph de la brasserie Spencer indiquent arrêter totalement la production de leur bière mais continuera à être vendue jusqu'à épuisement des stocks. La raison invoquée est la forte concurrence des bières artisanales alors que les religieux n’étaient pas disposés à investir davantage pour agrandir leur outil de production.
En mai 2015, c'est au tour de l'Italie de présenter une nouvelle trappiste avec la Tre Fontane, une blonde brassée à Rome.
En septembre 2018, une dixième bière trappiste est labellisée. Il s'agit de la bière anglaise Tynt Meadow, brassée dans le Leicestershire.
Les bières trappistes pouvant exploiter la marque collective Authentic Trappist Product sont donc au nombre de huit (situation mi-2025) : cinq belges, une néerlandaise, une italienne, une anglaise.
L'américaine n'est plus produite depuis mai 2022. Une bière trappiste belge n'est plus Trappist depuis janvier 2023 (Achel). L'unique bière autrichienne (Engelszell) n'a plus le label ATP du fait du départ des quatre derniers moines annoncé en mai 2023. La bière néerlandaise Zundert perd son label ATP en 2025 à cause du départ des moines de l'abbaye.

## Autres produits
La dénomination Authentic Trappist Product ne concerne pas seulement les bières, mais aussi des liqueurs et d'autres aliments, etc.,. 
La plupart des monastères trappistes brassant de la bière fabriquent ou font fabriquer au sein de leurs bâtiments du fromage portant cette même marque de certification.